# Elizabeth Christ Trump
Elizabeth Christ Trump (Kallstadt, 10 ottobre 1880 – Manhasset, 6 giugno 1966) è stata un'imprenditrice tedesca naturalizzata statunitense. 
Nata nell'Impero tedesco, ma emigrata appena dopo, è considerata la matriarca della famiglia Trump. Sposò Frederick Trump nel 1902. Mentre cresceva i loro tre figli, la morte prematura di suo marito nel 1918, costrinse la vedova di 37 anni a gestire le loro proprietà. Fondò la società di sviluppo immobiliare Elizabeth Trump & Son con suo figlio Fred; tale compagnia, ora nota come Trump Organization, è attualmente di proprietà del nipote, Donald Trump, 45° e 47° Presidente degli Stati Uniti d'America.

## Biografia
Elizabeth Trump nacque come Elisabeth Christ a Kallstadt, Regno di Baviera, figlia di Philipp Christ dalla moglie Anna Maria Christ (nata Anthon). Mentre la famiglia possedeva un piccolo vigneto, il reddito ricavatone non era adeguato per soddisfare i loro bisogni, e Philipp Christ lavorava come un meccanico che riparava e lucidava vecchi utensili e vendeva pentole e padelle. Gestiva il suo commercio dalla sua casa in Freinsheimer Straße a Kallstadt, che si trovava dall'altra parte della strada rispetto alla casa della famiglia Trump, dove Katharina Trump, un'anziana vedova, viveva con i suoi sei figli.

### Matrimonio
Il figlio di Katharina, Friedrich, era emigrato in America nel 1885 all'età di 16 anni e aveva fatto fortuna con i ristoranti nella corsa all'oro del Klondike. Quando lui tornò in Germania nel 1901, corteggiò Elisabeth nonostante le obiezioni di sua madre, la quale sentiva che il suo prospero figlio poteva e doveva trovare una sposa da una famiglia più ricca e raffinata di quella di Elisabeth. Nondimeno, egli chiese la mano di Elisabeth, che accettò, e si sposarono il 26 agosto 1902. Lui aveva 33 anni e lei ne aveva 22. Frederick ed Elisabeth si trasferirono a New York e presero casa in un appartamento nel quartiere prevalentemente tedesco di Morrisania, nel Bronx. Elizabeth badava alla casa, mentre il marito lavorava come ristoratore e direttore d'albergo. La loro figlia che chiamarono Elizabeth, nacque il 30 aprile 1904.
Nonostante vivesse in un quartiere tedesco, Elizabeth aveva nostalgia di casa e la famiglia tornò a Kallstadt nel 1904, vendendo i propri beni in America. Poiché le autorità bavaresi sospettavano che avesse lasciato la Germania per evitare il servizio nell'esercito imperiale, il marito non poteva rimanere in Germania, così la famiglia tornò negli Stati Uniti nel 1905. Il loro secondo figlio, Fred, nacque e presero casa sulla 177th Street nel Bronx. Dopo che Elizabeth diede alla luce il suo terzo figlio, John, la famiglia si trasferì nel Queens, dove Friedrich iniziò a lavorare con il settore immobiliare. Nel 1918 morì durante la pandemia influenzale del 1918, lasciando una tenuta del valore di $ 31,359 ($ 492,016 dollari nel 2016).

### Vita privata
Elizabeth è considerata la matriarca della famiglia Trump. Aveva "una determinazione straordinaria". Si vestiva in modo molto conservativo e formale, con un comportamento severo. Rimase vicino a suo figlio Fred per tutta la sua vita.

## La Elizabeth Trump & Son
Elizabeth aveva un "talento notevole" nel mantenere il business immobiliare della famiglia. Assunse un appaltatore per costruire case su un pezzo di proprietà vuoto lasciato da suo marito, vendette le case e visse delle ipoteche pagate dai nuovi proprietari. La sua visione era quella di avere i suoi tre figli nel continuare l'attività di famiglia quando avrebbero finito la scuola, ma Fred Trump voleva iniziare prima, così ha fondato la compagnia Elizabeth Trump & Son. Dal momento che Fred era ancora minorenne, la madre ha dovuto firmare tutti i documenti legali a suo nome ed eseguire le chiusure immobiliari. Nel 1927, quando Fred aveva 22 anni, Elizabeth Trump & Son fu formalmente incorporata. Fred ha avuto un discreto successo con gli affari, ma Elizabeth rimase coinvolta per tutta la sua vita. Anche all'età di 70 anni raccoglieva monete dalle lavanderie automatiche negli edifici di Trump.